# Thure Gabriel Adlerbrant
Thure Gabriel Adlerbrant, född den 5 maj 1780 på Djuvarp i Svarttorps socken, Jönköpings län, död den 4 maj 1853 i Jönköping, var en svensk jurist. Han var son till Gabriel Adlerbrant.
Adlerbrant blev korpral vid Smålands kavalleriregemente 1785, student vid Lunds universitet 1793, auskultant i Göta hovrätt 1796, extra ordinarie notarie samma år, vice aktuarie 1800, extra notarie vid civilprotokollet 1801 och extra ordinarie kanslist i justitierevisionsexpeditionen
1802. Han tilldelades fullmakt på häradshövdings namn, heder och värdighet med tur och befordringsrätt 1807. Adlerbrant blev adjungerad ledamot i Göta hovrätt 1808, assessor i Svea hovrätt 1810 och hovrättsråd där 1826. Han beviljades avsked 1837.